# Acido azotidrico
L'acido azotidrico, nome IUPAC triazoturo di idrogeno, è un acido debole tossico, liquido a temperatura ambiente e molto volatile.
Il nome sistematico dei suoi sali è triazoturi (impropriamente "azidi", che è il nome inglese), dei quali i più conosciuti sono il triazoturo di piombo Pb(N3)2 e il triazoturo di mercurio Hg(N3)2, noti per l'uso come esplosivi d'innesco. Per la maggior parte, i suoi sali sono estremamente tossici. Lo stesso acido azotidrico è un composto che non trova molte applicazioni pratiche, data la sua pericolosità, infatti è altamente esplosivo e tossico, caratteristica che ne preclude la possibilità di trasporto.

## Storia
Fu isolato per la prima volta nel 1890 dal chimico tedesco Theodor Curtius.

## Proprietà fisiche e reattività
L'acido azotidrico,  con una entalpia standard di formazione ΔHƒ°l, 298 K = +264 kJmol−1, è solubile in acqua dove mostra avere un pKa di circa 4,6 e una sua soluzione acquosa scioglie molti metalli (zinco, ferro) con evoluzione di idrogeno e formazione dei rispettivi triazoturi.
Tranne quelli dei metalli alcalini e pochi altri, molti di questi sali sono esplosivi, o si decompongono energicamente per riscaldamento. Le proprietà di HN3 mostrano delle analogie con acidi alogenidrici come HCl, HBr e HI e infatti i suoi sali di piombo, mercurio e argento sono poco solubili e precipitano se a soluzioni acquose contenenti ioni Pb++, Hg++, o Ag+ viene aggiunto ione N3−. In forma anidra questi sali metallici si decompongono energicamente in azoto e nel metallo che li componeva, se vengono sottoposti ad una sorgente di calore.

## Produzione
L'acido si ottiene per acidificazione di una soluzione acquosa di un suo sale, ad esempio del triazoturo di sodio.
L'acido puro può essere ottenuto mediante una distillazione frazionata, considerato il bassissimo punto di ebollizione del liquido (37 °C), sebbene ciò comporti gravissimi rischi a causa della notevole instabilità della molecola.
NaN3  +  HCl  →   HN3  +  NaCl
La sua soluzione acquosa può anche essere preparata mediante trattamento di una soluzione di triazoturo di bario, Ba(N3)2, con acido solforico diluito, filtrando l'insolubile solfato di bario.
Inizialmente è stato preparato dalla reazione dell'idrazina in soluzione acquosa con una soluzione di acido nitroso.
N2H5+ + HNO2 → HN3 + H+ + 2 H2O
Nello studio della reazione sono stati utilizzati altri agenti ossidanti, come il perossido di idrogeno, il cloruro di nitrosile, il tricloruro di azoto o l'acido nitrico.

## Tossicità
L'acido azotidrico è altamente volatile e tossico, causando il blocco della respirazione cellulare anche in piccole dosi: la LC50 per il topo, per via aerea, è 34 mg/m3 mentre l'LD50 per via orale sul ratto è 33 mg per ogni kg di peso corporeo.
I globuli rossi, forse per mezzo della catalisi enzimatica, possono convertire i triazoturi in monossido di azoto, un potente vasodilatatore, con effetti anche fatali.

## Applicazioni
Le tre principali applicazioni sono:
- L'acido azotidrico di solito viene utilizzato laddove viene prodotto, in laboratorio, per la sintesi di altre sostanze, come i nitruri.
- Il 2-Furonitrile, un prodotto farmaceutico intermedio e un potenziale agente dolcificante artificiale è stato preparato in buona resa trattando il furfurale con una miscela di acido azotidrico (HN3) e acido perclorico in presenza di perclorato di magnesio in una soluzione di benzene a 35 °C.[11][12]
- Il laser AGIL miscela l'acido azotidrico gassoso con cloro per produrre il tricloruro di azoto in uno stato eccitato, che viene poi usato per produrre lo iodio; questo evita la produzione dello iodio liquido come nei laser COIL.